# TVXQ
TVXQ (hangul: 동방신기), även kända som DBSK i Sydkorea och Tohoshinki 東方神起 i Japan, är ett sydkoreanskt pojkband bildat 2003 av SM Entertainment. Gruppen består av duon U-Know Yunho och Max Changmin. Yunho har gjort sin militärtjänst inom Sydkoreas armé från 21 juli 2015 till 20 april 2017, medan Changmin gjorde sin militärtjänst inom SMPA (Seoul Metropolitan Police Agency) från 19 november 2015 till 18 augusti 2017. Båda gjorde officiella musikframträdanden via sin militärtjänst. TVXQ har gjort en fem arenors turné TVXQ Begin Again Tour 2017 genom Japan som avslutades i Nissan Stadium i Yokohama med en tredagars konsert 8-10 juni 2018. Nissan Stadium tar max 75 000 besökare och man räknar att över 220 000 besökare kom för att se dem i den stora finalen. Totalt har en miljon besökare kommit för att se TVXQ under en enda turné - och med detta slår de sitt eget gamla rekord med 160 000 besökare (840 000 totalt 2013 TIME Tour). Dessutom har de satt ytterligare ett rekord då ingen artist tidigare uppträtt och fyllt Nissan Stadium tre dagar i följd.
En ny tio arenors turné TVXQ 2018 Nationwide Arena Tour & Higashi-san Dome Tour kommer att starta den 26 september 2018 i Saitama med 32 framträdanden som avslutas 19 januari 2019 i Osaka i Kyocera Dome.
De tre tidigare medlemmarna Hero Jaejoong, Micky Yoochun och Xiah Junsu lämnade gruppen år 2010 och bildade en ny grupp med namnet JYJ.

## Biografi
TVXQ ses som en av de mest populära grupperna i Asien, då deras fanclub, Cassiopeia, satte Guiness-rekord som världens största fanclub för en artist, med över 800 000 officiella medlemmar. I Japan finns det också en fanclub som heter Bigeast (runt 400 000 medlemmar) som startade 1 april 2006. Cassiopeia i Sydkorea startade den 23 april 2006. Medlemmarna i TVXQ har specialiserat sig inom områdena sång, dans, a cappella, skådespeleri och pop med en R&B- och hiphop-vibb. Sedan deras debut 26 december 2003 har gruppen vunnit stor popularitet i Sydkorea, Japan, Kina, Taiwan och andra östasiatiska länder. I Japan debuterade de den 27 april 2005. TVXQ kallas olika beroende på var i Asien de befinner sig. DBSK (Dong Bang Shin Ki) är det koreanska namnet för bandet. TVXQ (TVFXQ)(Tong Vfang Xien Qi) är deras kinesiska namn. I Japan kallas bandet Tohoshinki. Sedan 1 oktober 2010 är gruppen splittrad och kvar är ChangMin och YunHo. Uppdelningen beror på att blivande JYJ lämnade SM Entertainment av orsaker som inte är helt klarlagda. ChangMin och YunHo stannade kvar i SM Entertainment under namnet TVXQ och DBSK. Den 3 april 2010 gick även AVEX ut med ett meddelande att de stoppade gruppens framträdanden i Japan som Tohoshinki. Den 25 mars 2010 släpptes den sista gemensamma skivan i Japan Toki o Tomete (Snälla Stanna Tiden). TVXQ har satt k-pop-rekordet på flest sålda album. Albumets officiella siffra står mellan 12 000 000 och 13 000 000 sålda kopior. Både fans och bandmedlemmar gör mycket för fattiga, gamla och sjuka genom matsupport, bibliotek och hjälp till skolor i fattiga delar i världen (till exempel Kina och Afrika). Projekt med trädplantering sker i Asien (till exempel Korea och Indien) genom support från fans.

## Medlemmar
| Artistnamn          | Artistnamn | Födelsenamn    | Födelsenamn | Födelsedatum     |
| Romanisering        | Hangul     | Romanisering   | Hangul      | Födelsedatum     |
| ------------------- | ---------- | -------------- | ----------- | ---------------- |
| Hero Jaejoong (f.d) | 영웅재중   | Kim Jae-joong  | 김재중      | 26 januari 1986  |
| U-Know Yunho        | 유노윤호   | Jung Yun-ho    | 정윤호      | 6 februari 1986  |
| Micky Yoochun       | 믹키유천   | Park Yooc-hun  | 박유천      | 4 juni 1986      |
| Xiah Junsu          | 시아준수   | Kim Jun-su     | 김준수      | 1 januari 1987   |
| Max Changmin        | 최강창민   | Shim Chang-min | 심창민      | 18 februari 1988 |

## Diskografi

### Album
| Albuminformation                                                           | Topplacering          | Topplacering   |
| Albuminformation                                                           | Sydkorea (Gaon Chart) | Japan (Oricon) |
| Koreanska                                                                  | Koreanska             | Koreanska      |
| -------------------------------------------------------------------------- | --------------------- | -------------- |
| Tri-Angle (Studioalbum) - Släppt: 13 oktober 2004                          | 35                    | 93             |
| The Christmas Gift from TVXQ (EP-skiva) - Släppt: 6 december 2004          | 6                     | —              |
| Rising Sun (Studioalbum) - Släppt: 12 september 2005                       | 34                    | —              |
| "O"-Jung.Ban.Hap. (Studioalbum) - Släppt: 29 september 2006                | 5                     | —              |
| Mirotic (Studioalbum) - Släppt: 26 september 2008                          | 10                    | —              |
| Keep Your Head Down (Studioalbum) - Nyutgåva: Before U Go (16 mars 2011)   | 1                     | 4              |
| Catch Me (Studioalbum) - Nyutgåva: Humanoids (26 november 2012)            | 1                     | 14             |
| Tense (Studioalbum) - Nyutgåva: Spellbound (27 februari 2014)              | 1                     | 4              |
| Rise as God (Studioalbum) - Släppt: 20 juli 2015                           | 1                     | 6              |
| New Chapter No. 1: The Chance of Love (Studioalbum) - Släppt: 28 mars 2018 | 1                     | —              |
| Japanska                                                                   |                       |                |
| Heart, Mind and Soul (Studioalbum) - Släppt: 23 mars 2006                  | 68                    | 25             |
| Five in the Black (Studioalbum) - Släppt: 14 mars 2007                     | —                     | 10             |
| T (Studioalbum) - Släppt: 23 januari 2008                                  | —                     | 4              |
| The Secret Code (Studioalbum) - Släppt: 25 mars 2009                       | —                     | 2              |
| Tone (Studioalbum) - Släppt: 28 september 2011                             | 4                     | 1              |
| Time (Studioalbum) - Släppt: 6 mars 2013                                   | 6                     | 1              |
| Tree (Studioalbum) - Släppt: 5 mars 2014                                   | 15                    | 1              |
| With (Studioalbum) - Släppt: 17 december 2014                              | 7                     | 1              |
| Begin Again (Studioalbum) - Släppt: 25 oktober 2017                        | –                     | 1              |
| Tomorrow (Studioalbum) - Släppt: 19 september 2018                         | –                     | 1              |

### Singlar
| År       | Titel                                        | Topplacering          | Topplacering   |
| År       | Titel                                        | Sydkorea (Gaon Chart) | Japan (Oricon) |
| -------- | -------------------------------------------- | --------------------- | -------------- |
| 2004     | "Hug"                                        | 12                    | 77             |
| 2004     | "My Little Princess"                         | 12                    | 77             |
| 2004     | "The Way U Are"                              | 68                    | –              |
| 2004     | "Whatever They Say"                          | 68                    | –              |
| 2004     | "Believe"                                    | —                     | –              |
| 2004     | "Tri-Angle" (ft. BoA & TraxX)                | —                     | –              |
| 2004     | "Magic Castle"                               | —                     | –              |
| 2005     | "Hi Ya Ya Summer Day"                        | 45                    | –              |
| 2005     | "Rising Sun"                                 | —                     | –              |
| 2005     | "Tonight"                                    | —                     | –              |
| 2005     | "Show Me Your Love" (ft. Super Junior)       | 28                    | –              |
| 2006     | "Fighting Spirit of the East"                | 93                    | –              |
| 2006     | "'O'-Jung.Ban.Hap."                          | —                     | –              |
| 2006     | "Balloons"                                   | —                     | –              |
| 2008     | "Mirotic"                                    | —                     | –              |
| 2008     | "Wrong Number"                               | —                     | –              |
| 2011     | "Why Keep Your Head Down"                    | 5                     | –              |
| 2011     | "Before U Go"                                | 15                    | –              |
| 2012     | "Catch Me"                                   | 16                    | –              |
| 2012     | "Humanoids"                                  | 32                    | –              |
| 2014     | "Something"                                  | 4                     | –              |
| 2014     | "Suri Suri Spellbound"                       | 27                    | –              |
| 2018     | "The Chance of Love"                         | 30                    | –              |
| 2018     | "Love Line"                                  | —                     | –              |
| 2018     | "Truth"                                      | —                     | –              |
| Japanska |                                              |                       |                |
| 2005     | "Stay with Me Tonight"                       | —                     | 37             |
| 2005     | "Somebody to Love"                           | —                     | 14             |
| 2005     | "My Destiny"                                 | —                     | 16             |
| 2006     | "Asa wa Kuru Kara"                           | —                     | 22             |
| 2006     | "Rising Sun"                                 | —                     | 22             |
| 2006     | "Heart, Mind and Soul"                       | —                     | 22             |
| 2006     | "Begin"                                      | —                     | 15             |
| 2006     | "Sky"                                        | —                     | 6              |
| 2006     | "Miss You"                                   | —                     | 3              |
| 2006     | "'O'-Sei.Han.Gō."                            | —                     | 3              |
| 2007     | "Step by Step"                               | —                     | 7              |
| 2007     | "Choosey Lover"                              | —                     | 9              |
| 2007     | "Lovin' You"                                 | —                     | 2              |
| 2007     | "Summer Dream"                               | —                     | 2              |
| 2007     | "Song for You"                               | —                     | 2              |
| 2007     | "Love in the Ice"                            | —                     | 2              |
| 2007     | "Shine"                                      | —                     | 2              |
| 2007     | "Ride On"                                    | —                     | 2              |
| 2007     | "Forever Love"                               | —                     | 4              |
| 2007     | "Together"                                   | —                     | 3              |
| 2008     | "Purple Line"                                | 72                    | 1              |
| 2008     | "Two Hearts"                                 | —                     | 13             |
| 2008     | "Runaway"                                    | —                     | 8              |
| 2008     | "If..."                                      | —                     | 12             |
| 2008     | "Close to You"                               | —                     | 9              |
| 2008     | "Keyword"                                    | —                     | 7              |
| 2008     | "Beautiful You"                              | —                     | 1              |
| 2008     | "Sennen Koi Uta"                             | —                     | 1              |
| 2008     | "Dōshite Kimi o Suki ni Natte Shimattandarō" | —                     | 1              |
| 2008     | "Jumon - Mirotic"                            | —                     | 1              |
| 2009     | "Bolero"                                     | —                     | 1              |
| 2009     | "Kiss the Baby Sky"                          | —                     | 1              |
| 2009     | "Wasurenaide"                                | —                     | 1              |
| 2009     | "Survivor"                                   | —                     | 3              |
| 2009     | "Share the World"                            | —                     | 1              |
| 2009     | "We Are!"                                    | —                     | 1              |
| 2009     | "Stand By U"                                 | 65                    | 2              |
| 2010     | "Break Out!"                                 | 3                     | 1              |
| 2010     | "Toki o Tomete"                              | 2                     | 1              |
| 2011     | "Why? (Keep Your Head Down"                  | 5                     | 1              |
| 2011     | "Superstar"                                  | 8                     | 2              |
| 2011     | "Winter Rose"                                | 5                     | 2              |
| 2011     | "Duet"                                       |                       |                |
| 2012     | "Still"                                      | 6                     | 1              |
| 2012     | "Android"                                    | 16                    | 1              |
| 2013     | "Catch Me -If you wanna-"                    | 7                     | 1              |
| 2013     | "Ocean"                                      | 10                    | 1              |
| 2013     | "Scream"                                     | —                     | 1              |
| 2013     | "Very Merry Xmas"                            | —                     | 1              |
| 2014     | "Hide & Seek"                                | —                     | 2              |
| 2014     | "Something"                                  | —                     | 2              |
| 2014     | "Sweat"                                      | —                     | 2              |
| 2014     | "Answer"                                     | —                     | 2              |
| 2014     | "Time Works Wonders"                         | —                     | 2              |
| 2015     | "Sakuramichi"                                | —                     | 2              |
| 2017     | "Reboot"                                     | —                     | 2              |
| 2018     | "Road"                                       | —                     | 2              |
| 2018     | "Jealous"                                    | —                     | 1              |